# Bush tomato

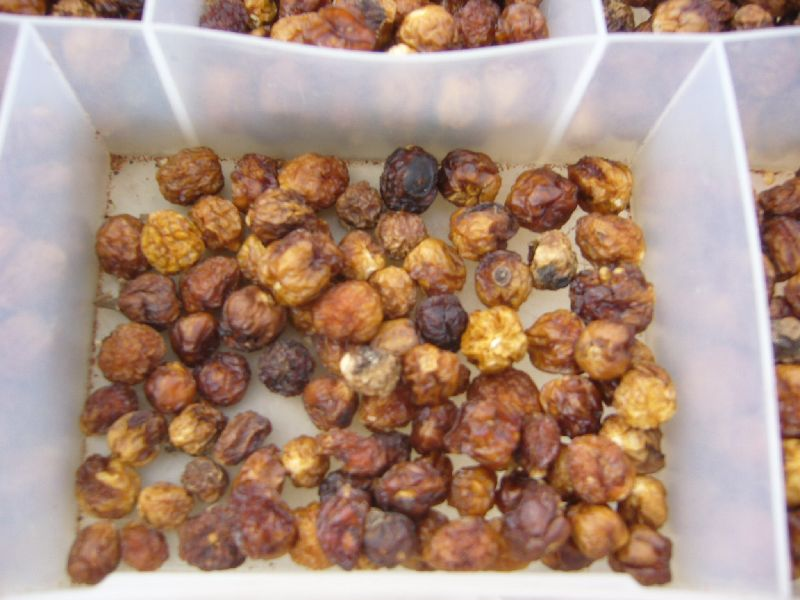
Bush tomatoes

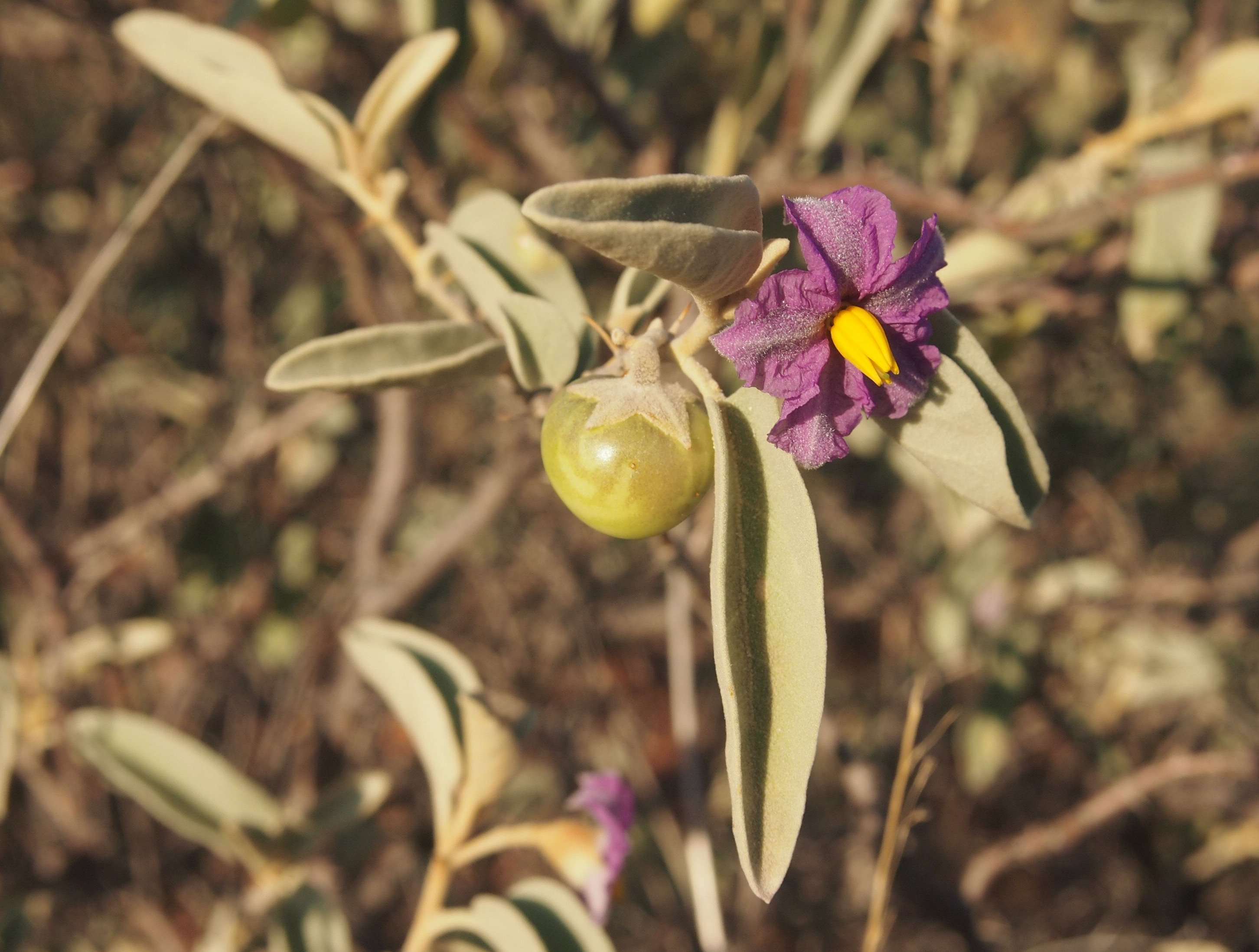
Bush tomato (fruit)

El terme bush tomato (tomàquet d'arbust) es refereix al fruit o a la planta sencera de certes espècies del gènere Solanum natives de les parts més àrides d'Austràlia. De fet són més properes a l'albergínia que no pas als tomàquets. N'hi ha 94 espècies.
Són arbusts amb el seu creixement enaltit pels incendis i la pertorbació.
Algunes de les espècies no són comestibles donat que contenen gran quantitat de solanina.
Algunes de les comestibles són:
- Solanum aviculare Kangaroo Apple[2]
- Solanum centrale, Desert Raisin,[1] Bush Raisin o Bush Sultana, okutjera
- Solanum chippendalei Bush Tomato, pel botànic George Chippendale[1]
- Solanum coactiliferum
- Solanum diversiflorum Bush Tomato, Karlumbu, Pilirta, Wamurla[1]
- Solanum ellipticum Potato Bush, Molt similar a S. quadriliculatum el qual és verinós.[1]
- Solanum laciniatum Kangaroo Apple.[3]
- Solanum orbiculatum Round-leaved Solanum[1]
- Solanum phlomoides Wild Tomato.[1]
- Solanum vescum